# Malouetia virescens
Malouetia virescens är en oleanderväxtart som beskrevs av Richard Spruce, Müll. Arg.. Malouetia virescens ingår i släktet Malouetia och familjen oleanderväxter. Inga underarter finns listade i Catalogue of Life.